# She's a Superstar
Singles de The Verve
All in the Mind
(1992) Gravity Grave
(1992)
Pistes de Verve EP
A Man Called Sun Endless Life
She's a Superstar est une chanson du groupe de rock psychédélique The Verve et est sortie en tant que second single du groupe au Royaume-Uni le 25 mai 1992 pour la promotion de la première publication studio du groupe, Verve EP, un maxi de 5 titres.
Un clip vidéo a été tourné pour cette chanson dans la caverne de Thor's Cave, dans le Staffordshire en Angleterre. Ce fut dans cette même grotte que fut prise la photo qui figure sur la couverture du premier album de The Verve, A Storm In Heaven.
La version "Edit" de cette chanson a été faite en 1997 pour figurer sur le best of du groupe, This Is Music: The Singles 92-98. De plus la couverture de cette compilation est basée sur l'artwork de la pochette du single.

## Liste des chansons
- Vinyle 7"

1. She's a Superstar - 5:03
2. Feel - 10:42

- Vinyle 12" et CD

1. She's a Superstar - 8:56
2. Feel - 10:42
3. She's a Superstar (Edit) - 5:03 (sur le 12" seulement)

Seule La version Edit de la chanson figure sur le premier EP du groupe, Verve EP (1992)